# Caribbean Community Administrative Tribunal
Het Caribbean Community Administrative Tribunal (Administratief Tribunaal van de Caribische Gemeenschap; CCAT), is een internationaal hof van de Caricom. Het is gevestigd naast het Caribisch Hof van Justitie in Port-of-Spain in Trinidad & Tobago.
Het tribunaal richt zich op arbeidsgeschillen van het personeel van de instellingen van de Caricom. Het is in leven geroepen omdat deze instellingen niet onderworpen zijn aan lokale wetgeving. De instelling van het CCAT werd in februari 2019 goedgekeurd tijdens de tijdens de 30e intersessievergadering van regeringsleiders van de Caricom.
De CCAT dient als laatste stap binnen de geschillenbeslechting nadat interne procedures zijn uitgeput.
Het tribunaal bestaat uit vijf leden die zijn geselecteerd door de Regional Judicial and Legal Services Commission (RJLSC). De termijn van vier jaar kan eenmaal worden verlengd. De functies worden toegewezen aan juridische adviseurs die minimaal tien jaar ervaring hebben in arbeidsverhoudingen.